# Pliopithecus canmatensis
Pliopithecus canmatensis es una especie extinta de primates catarrinos de la familia Pliopithecidae que vivió a mediados del Mioceno, hace aproximadamente 11,5 millones de años. La especie se describió sobre la base de un espécimen hallado en Cataluña, España, por David Alba, et ál, un investigador del Instituto de Paleontología Miquel Crusafont.